# Улица Лихвинцева
Улица Лихвинцева — одна из центральных улиц Ижевска, расположена в Октябрьском районе города между улицами Бородина и Наговицына. Направлена с запада на восток, проходит участками. Первый участок от улицы Милиционной до улицы Карла Маркса, второй от Пушкинской улицы до улицы Тельмана, протяжённость — 0,9 км. Пересекает улицы: Максима Горького, Красную, Карла Маркса, Пушкинскую, Коммунаров, Удмуртскую, Кооперативную. Слева примыкает Площадь имени 50-летия Октября и Зенитная улица. Справа улицы Ломоносова и Тельмана.
Названа в честь П. Н. Лихвинцева (1895—1918) — участника революционных событий в г. Ижевске. С октября 1917 года секретарь исполкома Ижевского Совета, а затем военный комиссар города.
Слева по улице расположены Дворец Главы Удмуртской республики и сквер Победы.

## История
Улица существовала в дореволюционном Ижевске, её первоначальное название — Овчинников переулок. В улицу Лихвинцева он был переименован постановлением Ревграждансовета 13 декабря 1918 года.

## Примечательные здания
- № 9 — бывшая Оружейная фабрика Евдокимова (в настоящее время в этом здании расположен Хлебозавод № 1)
- № 25 — Президентский дворец — резиденция Главы Удмуртии
- Дом мясника Слободчикова на углу улиц Лихвинцева и К. Маркса, 227

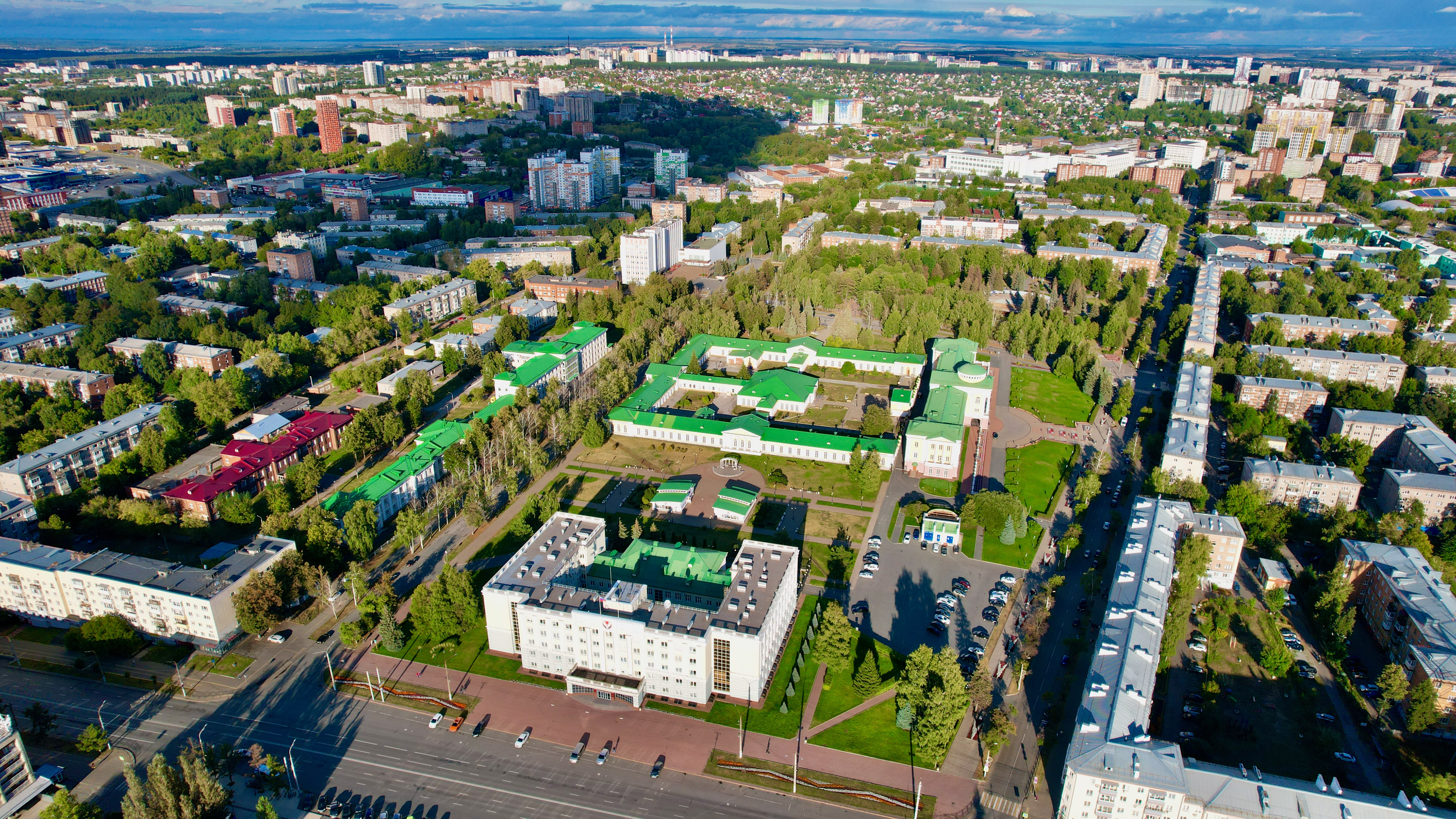
Дом Правительства Удмуртии и Арсенал слева от улицы
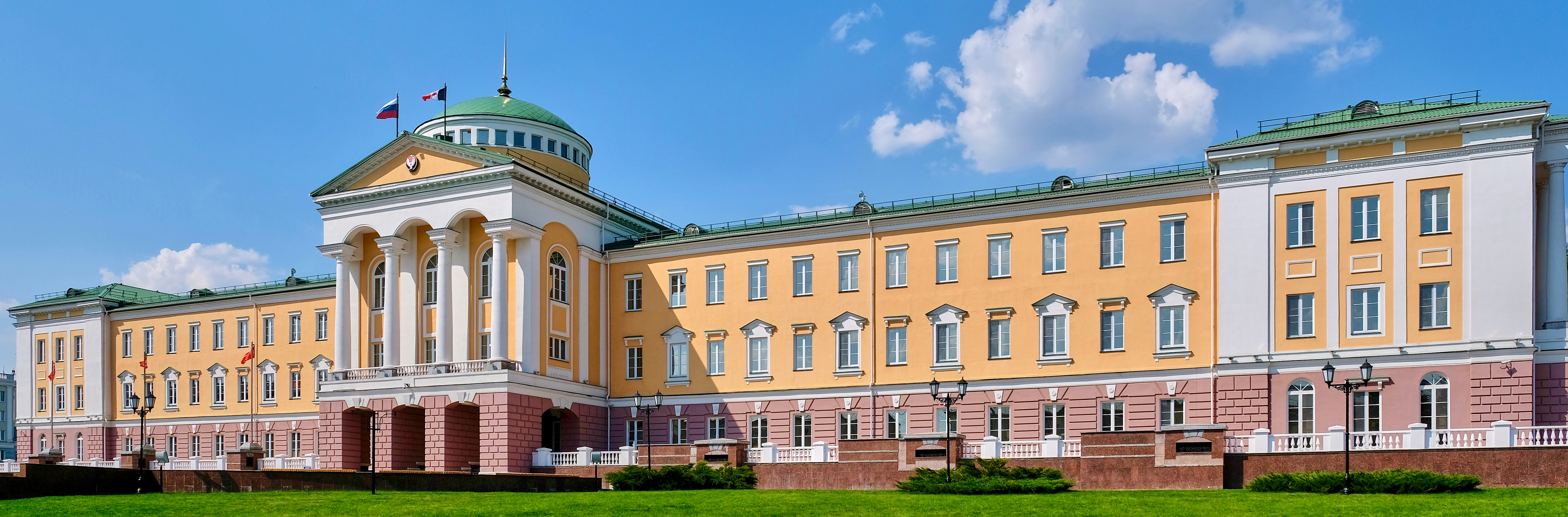
Резиденция Главы Удмуртии
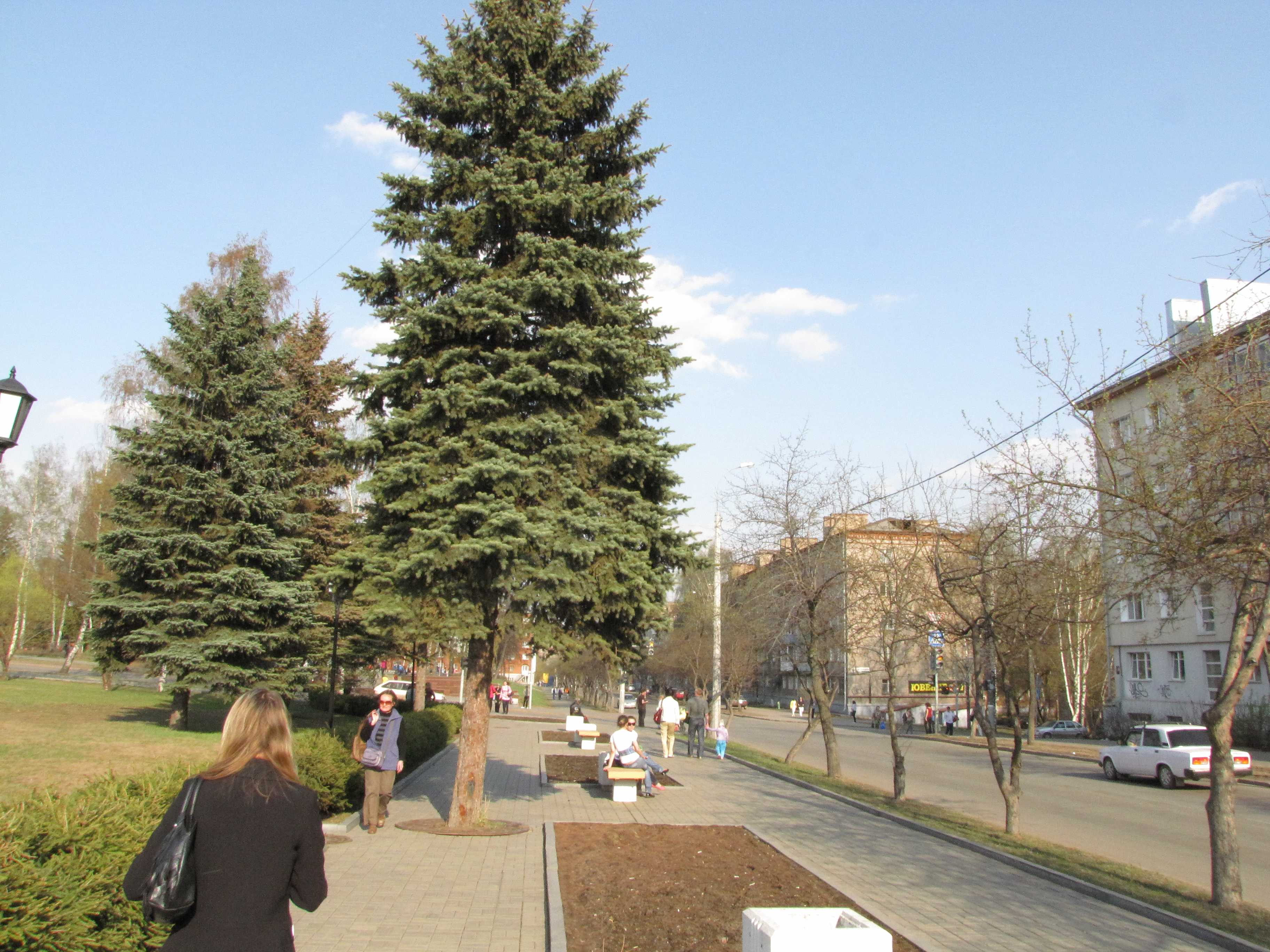
Тротуар